# Přísnotice
Přísnotice – wieś i gmina w Czechach, w powiecie Brno, w kraju południowomorawskim. Jest położona 23 km na południe od Brna.

## Historia
Pierwsza wzmianka o gminie pochodzi z 1341 lub 1348 roku.
W latach 1869–1930 była gminą w powiecie Hustopeče. W 1950 była gminą w powiecie Židlochovice, a od 1961 jest gminą w powiecie Brno.
We wsi znajduje się kościół parafialny św. Wacława należący do dekanatu Modřice wpisany na listę zabytków kultury Republiki Czeskiej 12 października 2015 oraz krzyż pokutny z 1663.

## Ludność
W 2001 roku rozkład populacji względem narodowości i przynależności etnicznej wyglądał następująco:
- Czesi – 80,6%
- Morawianie – 18%
- Słowacy – 0,5%
- pozostali – 0,9%

Ze względu na wyznawaną religię struktura mieszkańców kształtowała się w 2001 roku następująco:
- Katolicy rzymscy – 58,4%
- Husyci – 0,3%
- Ewangelicy – 2,5%
- Ateiści – 32,5%
- pozostali – 1,3%
- Nie podano – 5%

### Zmiany liczby ludności na przestrzeni lat
W 2014 zamieszkiwana przez 840 osób, a w 2015 przez 857 osób.